# 古川順弘
古川順弘（ふるかわ のぶひろ、1970年- )は、日本のフリーライター、翻訳家。

## 略歴
神奈川県生まれ。早稲田大学第一文学部卒業。出版社勤務を経てフリーランスのライターとなる。宗教・歴史をメインテーマに執筆活動を行っている。

## 著書
- 『渋沢栄一の「士魂商才」』寺島実郎監修 中経出版 (中経の文庫 2010
- 『地図とあらすじで歩く『古事記』』新人物往来社 新人物文庫 2012
- 『古事記と王権の呪術』コスモス・ライブラリー 2015
- 『「日本の神々」の正体』洋泉社(歴史新書) 2016
- 『物語と挿絵で楽しむ聖書』宇野亞喜良画 ナツメ社 2016
- 『イラストでよくわかる日本の神様図鑑』カワグチニラコ イラスト 青幻舎 2017
- 『現代人のための葬式とお墓の日本史』にほｎ新谷尚紀監修 洋泉社 (歴史新書) 2017

### 共著
- 『仏教詳解 歴史・教学・経典・習俗まで仏教のすべてを多角的に解説 より深くより楽しく』宇野正樹,大森義成,豊嶋泰國,樋口英夫,不二龍彦,吉田邦博共著 学研パブリッシング(学研雑学百科) 2010
- 『皇室がわかる本 世界最長を誇る日本の王室の実像』エソテリカ編集部編,北端あおい,原秀喜,吉屋衿子,本田不二雄,望月規矩雄共著 学研パブリッシング 2012
- 『図解ふしぎで意外な神道』岡田明憲,吉田邦博共著 学研パブリッシング 2013
- 『ふしぎで意外なキリスト教』岡田明憲,中村友紀,松田和也共著 学研パブリッシング 2013

### 翻訳
- C.S.ノット『回想のグルジェフ ある弟子の手記』コスモス・ライブラリー 2002
- W.P.パターソン『グルジェフを求めて 〈第四の道〉をめぐる狂騒』コスモス・ライブラリー 2003
- ヴェラ・スタンリー・オールダー『第三の眼の覚醒』出帆新社 (スピリチュアルシリーズ 2005